# Trofeo Birra Moretti
Trofeum Birra Moretti – piłkarski, doroczny turniej towarzyski. Turniej organizowany jest przez włoski browar – który jest również sponsorem tytularnym – od roku 1997. Uczestnicy turnieju, to trzy włoskie drużyny zaproszone przez organizatora – warto wspomnieć, iż Inter Mediolan jest jedynym klubem, który uczestniczył we wszystkich edycjach turnieju od roku 1997 aż do 2007, natomiast największą liczbą zwycięstw (5) może pochwalić się Juventus F.C.

## Zasady
- wszystkie mecze rozgrywane są w ciągu jednego wieczora
- mecz trwa 45 minut (2× 22,5 minuty)
- w przypadku remisu rozstrzygają rzuty karne

## Zwycięzcy
- 1997: Juventus F.C.
- 1998: Udinese Calcio
- 1999: Parma
- 2000: Juventus
- 2001: Inter Mediolan
- 2002: Inter
- 2003: Juventus
- 2004: Juventus
- 2005: SSC Napoli
- 2006: Juventus
- 2007: Inter Mediolan
- 2008: Juventus

## Birra Moretti 2008
Turniej odbył się 8 sierpnia na stadionie drużyny Napoli. W tej edycji turnieju po raz pierwszy w historii zabrakło drużyny Interu Mediolan. Skład wyglądał następująco:
- A.C. Milan
- Juventus F.C.
- SSC Napoli

Terminarz:
- 1. mecz: Napoli – Juventus [20:30 GMT +1]
- 2. mecz: Milan – (przegrany 1. meczu) [21:30 GMT +1]
- 3. mecz: Milan – (wygrany 1. meczu) [22:30 GMT +1]

## Podobne turnieje
- Trofeum TIM
- Trofeum Berlusconiego